# Salež
 Salež   (olaszul: Salise) falu Horvátországban, Isztria megyében. Közigazgatásilag Buzethez tartozik.

## Fekvése
Az Isztriai-félsziget északi részének közepén, Pazintól 23 km-re, községközpontjától 5 km-re északnyugatra, egy mély patakvölgy feletti meredek dombon, a szlovén határ közelében fekszik. Egy kisebb házcsoportja az alatt a 423 méteres Sv. Juraj domb alatt található, melyen a történelem előtti időben egy erődített település állt.

## Története
A régészeti leletek tanúsága szerint a területén emelkedő Sv. Juraj (Szent György) dombon már a történelem előtti időben egy erődített település állt. A települést 1286-ban „Castrum de Salis” néven említik először, amikor a kosteli (pietrapilosi) uradalomhoz tartozott. A későbbi századokban hűbéri bíróság székhelye volt. Szent Mihály templomát 1580-ban említik először. 1857-ben 189, 1910-ben 169 lakosa volt. Lakói kis területeiken mezőgazdasági termelést végeztek, a terület jellege ugyanis nem tette lehetővé a kiterjedt mezőgazdasági tevékenységet. 2011-ben 7 lakosa volt.

## Lakosság
| Lakosság változása | Lakosság változása | Lakosság változása | Lakosság változása | Lakosság változása | Lakosság változása | Lakosság változása | Lakosság változása | Lakosság változása | Lakosság változása | Lakosság változása | Lakosság változása | Lakosság változása | Lakosság változása | Lakosság változása | Lakosság változása |
| ------------------ | ------------------ | ------------------ | ------------------ | ------------------ | ------------------ | ------------------ | ------------------ | ------------------ | ------------------ | ------------------ | ------------------ | ------------------ | ------------------ | ------------------ | ------------------ |
| 1857               | 1869               | 1880               | 1890               | 1900               | 1910               | 1921               | 1931               | 1948               | 1953               | 1961               | 1971               | 1981               | 1991               | 2001               | 2011               |
| 189                | 205                | 107                | 119                | 104                | 169                | 437                | 471                | 121                | 106                | 62                 | 45                 | 32                 | 20                 | 17                 | 7                  |

## Nevezetességei
Mihály arkangyal tiszteletére szentelt temploma a falutól északra a Buzet felé vezető út mellett áll. 1580-ban már említik. Teljesen nyitott, 15 méter magas betonból készült harangtornyát 1979-ben építették a homlokzat elé. A toronyban két harang található. Érdekessége egy ügyetlenül kidolgozott, helyi mészkőből faragott férfialakot ábrázoló szobor az 1796-os bevésett évszámmal és rövid latin felirattal.